# Sri-lankische Badmintonmeisterschaft 1976
Die Sri-lankische Badmintonmeisterschaft 1976 war die 24. Austragung der nationalen Titelkämpfe im Badminton in Sri Lanka.

## Sieger und Finalisten
| Disziplin    | Gold                                                | Silber                            |
| ------------ | --------------------------------------------------- | --------------------------------- |
| Herreneinzel | Ravi Kuruppu                                        | L. R. Ariyananda                  |
| Dameneinzel  | Chandrika Mallawarachchi                            | Prabhamalie Sinwardhane           |
| Herrendoppel | L. R. Ariyananda Kingsley Devamanoharan Nallathamby | Gerry Chandrasena Lal Anthonis    |
| Damendoppel  | D. Mallawarachchi Chandrika Mallawarachchi          | Thusitha Neligama Champa de Silva |
| Mixed        | Ravi Kuruppu Chandrika Mallawarachchi               | Lal Anthonis D. Mallawarachchi    |